# Cathorops spixii
Cathorops spixii és una espècie de peix de la família dels àrids i de l'ordre dels siluriformes.

## Morfologia
Els mascles poden assolir els 30 cm de llargària total.

## Distribució geogràfica
Es troba a Sud-amèrica: rius atlàntics i caribenys entre Colòmbia i el Brasil.

## Interèsgastronòmic
La seua carn és de bona qualitat.